# Wahl zum Abgeordnetenhaus im Osmanischen Reich 1877
Allgemeine Wahlen wurden im Osmanischen Reich im Jahre 1877 abgehalten. Es war die erste Wahl in der Geschichte des Landes überhaupt.

## Hintergrund
Vorläufige Wahlregulierungen wurden am 29. Oktober 1876 verabschiedet, welche konstatierten, dass gewählte Mitglieder der Provinz-Verwaltungsräte die Mitglieder des ersten Parlaments des Osmanischen Reichs wählen werden. Am 24. Dezember wurde die erste Osmanische Verfassung promulgiert, welches ein bikamerales Parlament mit einem ernannten Senat und einer gewählten Abgeordnetenkammer vorschrieb.
Die Kandidatur wurde auf Männer über 30 Jahren beschränkt, die der Osmanischen Sprache fähig waren und volle Bürgerrechte hatten. Gründe für die Ausschlüsse von der Wahl waren die doppelte Staatsbürgerschaft, Arbeit für eine ausländische Regierung, Privatinsolvenzen, Arbeit als Bediensteter oder das „Berüchtigtsein für schändliche Taten“.

## Ergebnis und Nachwirken
Das Parlament trat am 19. März 1877 zusammen und wurde am 28. Juni ausgesetzt. Neuwahlen wurden später noch im gleichen Jahr für ein Parlament abgehalten, welches im Dezember zusammentrat.